# جيمي كوشران
جيمي كوشران (بالإنجليزية: Jimmy Cochran)‏ هو متزحلق جبال الألب أمريكي، ولد في 29 مايو 1981 في برلينغتون في الولايات المتحدة.

## وصلات خارجية
- جيمي كوشران على موقع الاتحاد الدولي للتزلج (التزلج على المنحدرات الثلجية) (الإنجليزية)
- جيمي كوشران على موقع اللجنة الأولمبية الدولية (الإنجليزية)
- جيمي كوشران على موقع أوليمبيديا (الإنجليزية)
- جيمي كوشران على موقع اللجنة الأولمبية والبارالمبية الأمريكية (الإنجليزية)